# 中野村 (愛知県)
中野村（なかのむら）は、かつて愛知県西加茂郡にあった村。
現在の豊田市の一部（中切町・野口町・中金町など）に該当する。
村名は、前身となった村の名から一文字ずつとった、合成地名である。

## 歴史
- 1889年（明治22年）10月1日 - 中切村、野口村、小白見村、中金村、室村、山路村、椿村が合併し、中野村が発足。
- 1906年（明治39年）7月1日 - 石下瀬村、七重村と富貴下村の一部[1]と合併し、石野村が発足。同日中野村は廃止。